# Rjóta Moriwaki
Rjóta Moriwaki (* 6. dubna 1986) je japonský fotbalista.

## Reprezentační kariéra
Rjóta Moriwaki odehrál 3 reprezentační utkání. S japonskou reprezentací se zúčastnil Mistrovství Asie ve fotbale 2011.

## Statistiky
| Japonsko | Japonsko | Japonsko |
| Roky     | Záp.     | Góly     |
| -------- | -------- | -------- |
| 2011     | 1        | 0        |
| 2012     | 1        | 0        |
| 2013     | 1        | 0        |
| Celkem   | 3        | 0        |